# Synskadades museum

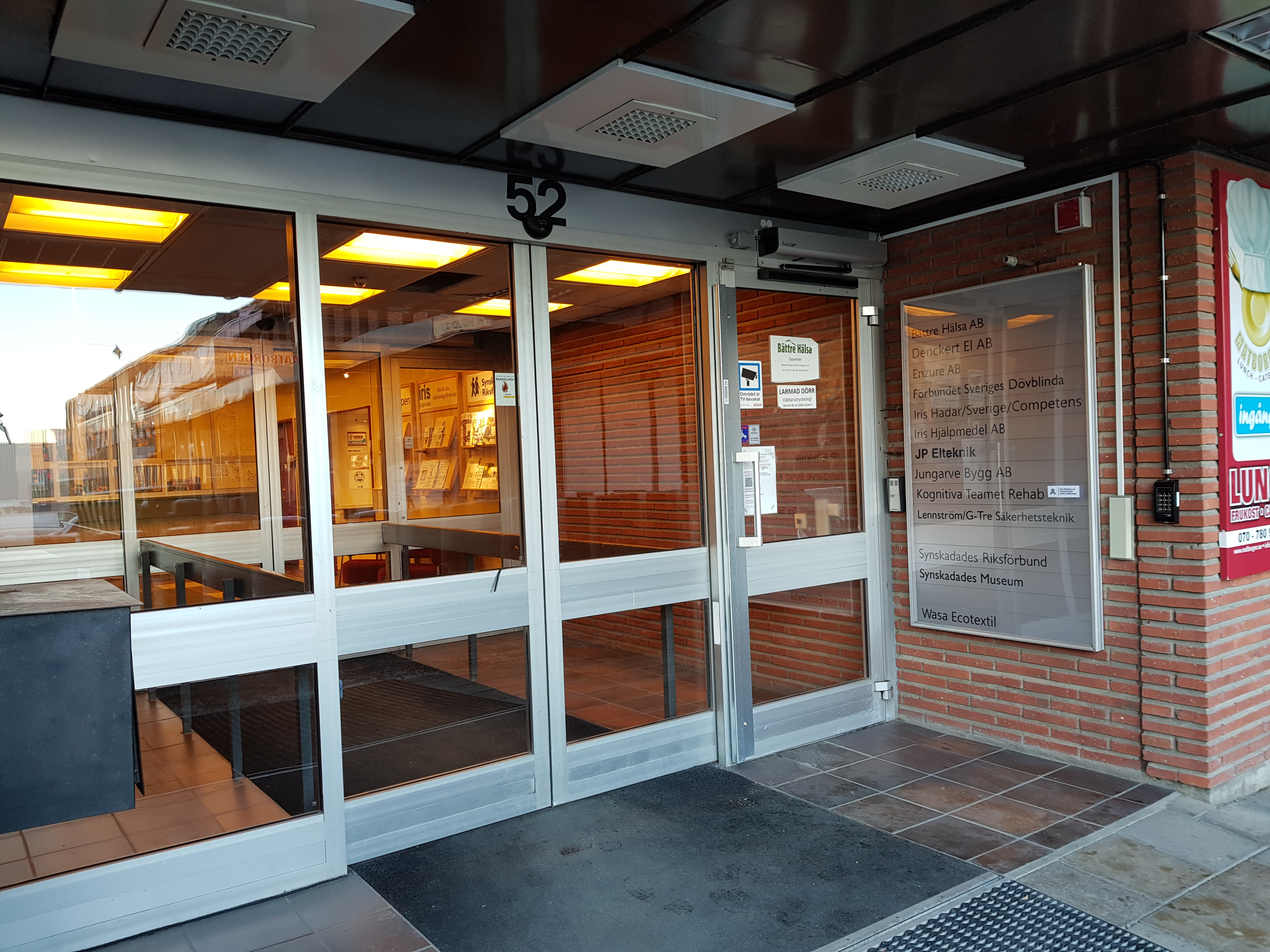
Entré till Synskadades museum, Synskadades Riksförbund, Sandsborgsvägen 52.

Synskadades museum är ett privat museum i Stockholm som öppnade för allmänheten i april 1997. Museet ägs och drivs av Synskadades riksförbund och har samlingar som speglar synskadades historia i Sverige från slutet av 1700-talet och början av 1800-talet och framåt. Det ligger i lokaler på som tidigare tillhört BLIFA - De blindas tekniska fabrik på Sandsborgsvägen 52, Gamla Enskede. Utställningen, Öppet Magasin - synskadades historia, finns i föremålsmagasinet i samma byggnad som Synskadades riksförbunds kansli vid Sandsborgsvägen 52 i Gamla Enskede.